# Léderer Gusztáv
Léderer Gusztáv (Pozsony, 1893. július 20. – Budapest, 1926. november 12.) főhadnagy, sorozatgyilkos, a Prónay-különítmény tagja. Hivatásos katonatisztként vett részt a Magyarországi Tanácsköztársaság összeomlása utáni megtorlásban (fehérterror), nevéhez több kivégzés is fűződik. Fosztogatásai során jelentős vagyont harácsolt össze magának, azonban a gyilkolással a Horthy-rendszer megszilárdulása után sem tudott leállni; ő volt a két világháború közötti időszak egyik nagy felháborodást kiváltó bűncselekményének, az ún. Kodelka-gyilkosságnak és valószínűleg egy másik emberölésnek az elkövetője is.

## Élete

### Az első világháború előtt
Egy pozsonyi katonasági szabó, Léderer János fiaként kispolgári családban született, anyja Preisinger Zsuzsanna volt, vallása evangélikus. Eredetileg banki pályára készült, hivatalnok szeretett volna lenni, de az első világháború kitörésekor magával ragadta a lelkesedés és önként jelentkezett a hadseregbe. Egy év önkéntes szolgálat után ismerkedett meg későbbi feleségével, a pénztárosként dolgozó stájer származású Schwartz Máriával (?–1982). Mária feltűnő szépségű, fiatal szőke lány volt, aki után számos férfi vágyakozott, de a kedvese körül legyeskedő férfiak látszólag nem feszélyezték Léderert. A fiatal Léderer több éven át teljesített hátországi szolgálatot élelmezési tisztként. Feladata a csapatok élelmiszerrel történő ellátása volt, frontszolgálatban és harcokban nem vett részt. A háborús vereség után hazatért Pozsonyba és feleségül vette Schwartz Máriát.

### Részvétele a fehérterrorban
Pozsony csehek általi megszállása után Léderer Gusztáv a testvérével, Sándorral a meg nem szállt országrészbe ment és ott beléptek a Magyar Vörös Hadseregbe. Innen azonban hamar továbbálltak és Szegedre mentek tovább, ahol Léderer  beállt a Gömbös Gyula környezetében szerveződő Nemzeti Hadsereg tiszti alakulatába, amelynek élelmezési tisztje lett. Hamarosan a politikai jobbszélre tolódó alakulat egyik leghírhedtebb alakjává vált. A kortársak visszaemlékezései alapján Léderer számos politikai gyilkosságot követett el a városban élő kommunistagyanús vagy egyszerűen csak ellenszenvesnek tartott személyek ellen. 1919 nyarán a Tiszában és Szeged környékén egyre-másra tűntek fel a lakosság által csak összedrótozott hulláknak nevezett tetemek. Az egyik alkalommal, amikor a Röszkére vezető országút mellett találtak drótozott hullát, egyszercsak Léderer jelent meg kocsival és dühödten utasította a nyomozókat a helyszínelés befejezésére és a terület elhagyására. A hadnagy már szegedi tevékenysége alatt kiérdemelte a tréfásnak szánt "főúsztató" elnevezést. A Tanácsköztársaság bukása idején Léderer abban a tiszti alakulatban volt, amely elsőként ment át a Szegedet megszálló francia csapatok frontvonalán és lecsapott a kommunista hatalommal együttműködőkre. Augusztus 5-én a szatymazi vasútállomás melletti vérengzésben vett részt, egy nappal később a sándorfalvi gyilkosságokban.
1919. augusztus 18-án Léderer saját maga akasztott fel két embert Dunaföldváron, majd hármat Kecelen. Előszálláson egy embert a saját derékszíjára akasztott fel, Bölcskén egy kereskedőt lőtt agyon, egy másik férfit pedig agyonvert. Később részt vett a Tahi községben lezajlott kivégzések lebonyolításában, az orgoványi vérengzésben, illetve a kecskeméti börtönből elrabolt foglyok megkínzásában és kivégzésében.
Léderer a politikai tisztogatást személyes vagyona gyarapítására használta fel. 1919 augusztusában 300 000 koronát meghaladó értékű árut, lovakat, sertéseket, értéktárgyakat rabolt el Marcaliból. Az 1925-ös nyomozás során derült ki, hogy Léderer részt vett a Batthyány-kastély  kirablásában is, a lakásában felhalmozott nagy értékű bútorok és berendezési tárgyak onnan származnak.

### Léderer Budapesten
Horthy Miklós a jobboldali vezetésű állam megszilárdulását követően nem tűrte a fehérterrorista egységek alföldi és dunántúli garázdálkodásait. Lédererék alakulatát fővárosi kaszárnyákba vezényelték, majd a trianoni békediktátum miatt nagy részüket el is bocsátották az alaposan leapasztott létszámú hadseregtől. Léderer Gusztávot is leszerelték a hadseregtől, ám ő a szerencsésebbek közé tartozott: a csendőrség állományába került és Csepel városban teljesített szolgálatot. A főhadnagy megvásárolt egy nagy méretű lakást a budapesti Soroksári úton, amelyet a nagypolgári élethez illően be is rendezett felesége számára. Innen könnyen eljárhatott munkába és közel voltak azok a kávéházak is, ahol egykori tiszttársaival tölthette az időt. A csendőri fizetés azonban kevés volt az elért életnívó megtartásához és a volt tiszttársak megvendégeléséhez, a házaspár pénzzavarba került.

### A Kodelka-gyilkosság
Nem tudható, hogy a Léderer házaspár mikor ismerkedett meg Kodelka Ferenccel, aki hentesáru-hálózatot üzemeltetett és az igen vagyonos polgárok közé számított. Annyi bizonyos, hogy Kodelka figyelmét is felkeltette Lédererné (Mici) szépsége, és udvarolni kezdett az asszonynak, aki nem utasította vissza, mivel életszínvonaluk fenntartásához szükség volt az udvarló gavalléros adományaira. A Léderer házaspár egy idő után elhatározta, hogy pénzt csalnak ki a hentestől, majd végeznek vele. Először 1924 novemberében akarták megölni, amikor a náluk vendégeskedő Kodelkát elkábították, és le akarták szúrni. A gyilkossági kísérlet sikertelenül végződött, de Lédererék sikerrel magyarázták el Kodelkának, hogy a kezén lévő vágott seb egy összetört üvegpohártól származik. A második (sikeres) gyilkossági kísérletre 1925 januárjában került sor. Egy valutaügylet lebonyolítása ürügyén nagy összegű pénzt csaltak ki Kodelkától, majd a lakásban alvó hentest Léderer szolgálati fegyverével főbe lőtte, felesége pedig egy lavórban fogta fel a kiömlő vért. A következő néhány órában Léderer Gusztáv a hentest akkurátusan feldarabolta, darabjait pedig bőröndökbe rakták.
A hentesmester holttestének eltüntetése nem ment könnyen. A bőröndökkel a csepeli Duna-partra indultak, ahol azonban egy gyártelep biztonsági őre, aki szerencsétlenségükre még ismerősük is volt, felfedezte őket. Az őr nem fogadta el Léderer magyarázatát, hogy egy megdöglött kutyát akarnak a vízbe dobni, és értesítette a csendőrséget. A csendőrök kiszálltak munkatársuk lakására, ahol a főhadnagyot ugyan nem találták otthon, de a padláson felfedezték Kodelka még el nem szállított maradványait. A csendőrök a hazaérkező Léderernét elfogták és kifaggatták, az asszony pedig bevallotta a hentes meggyilkolását és feldarabolását. Léderer Gusztávot néhány órán belül letartóztatták.

### Lebukás, per és kivégzés
A Kodelka-gyilkosság hatalmas felháborodást váltott ki. A Boros-gyilkosság (ld. alább), illetve a fehérterror idején elkövetett fosztogatások és gyilkosságok kitudódása után a közvélemény számára úgy tűnhetett, hogy az 1919-ben hatalomra jutott jobboldali elit nemcsak elnézte és eltussolta Léderer bűncselekményeit, de sok katonatársával ellentétben még menedéket is nyújtott egy köztörvényes rablógyilkosnak, hogy az a csendőri egyenruha védelmét élvezve folytathassa üzelmeit. Félő volt, hogy Léderer nem csak a Csendőrségre vet rossz fényt, de az egész jobboldali államot kompromittálja. Hiába folytatott a budapesti rendőrök egy csoportja eredményes nyomozást a Boros-gyilkosság ügyében, Léderert a katonai ügyészség nem engedte át a polgári hatóságoknak, így az esetleges további gyilkosságaira nem sikerült teljes körűen fényt deríteni, ezekben bírósági ítélet nem született.
Léderer Gusztávot a katonai törvényszék 1925 májusában csalásért, gyilkosságért és hullarablásért rangvesztésre, a Csendőrségtől való kicsapásra és kötél általi halálra ítélte. A főhadnagy ügyvédje unszolása ellenére sem kívánt fellebbezni, elfogadta a halálos ítéletet. Az ügyvéd ezután már csak annyit tehetett, hogy kegyelmi kérvényében a kötél általi halált golyó általira akarta felváltatni. A férfit azonban Lédererné még folytatódó perében lehetséges tanúként akarták kihallgatni, ezért a feleség ítéletének megszületéséig a főhadnagy kivégzését elhalasztották. Léderer siralomházi ideje alatt abban bízott, hogy a kormányzó majd az ellenforradalmi rendszer megszilárdításában szerzett érdemei miatt megmenti a bitófától. Horthy Miklós azonban nemcsak, hogy nem adott kegyelmet a köztörvényes bűnözővé züllött katonának, de a golyó általi kivégzést sem engedélyezte. (Ez a kedvezmény csak a szolgálat idején bűncselekményt elkövető katonákat illette meg.) A kegyelmi kérvény kormányzói elutasítása után Léderert 1926. november 12-én a Margit körúti fogház udvarán felakasztották.

## Nem bizonyított gyilkosságok
- A Kodelka-gyilkosság ügyében folytatott nyomozás során felvetődött, hogy Léderer Gusztáv gyilkolta meg 1921-ben a feleségét megkörnyékező Boros István[9][10] bútorgyári vezetőt, akinek holttestét a Dunában találták meg. Gyilkosai egy Kun Béla néven aláírt levelet hagytak a zsebében, amelyben azt közölték, hogy Borosnak azért kellett meghalnia, mert felismerte őket. (Pár nappal később a gyilkos újabb levelet küldött a nyomozóknak.)[17] A Léderer házaspár és Boros kapcsolatát két tanú, Lédererék házvezetőnője, valamint egy rendőr is megerősítette. A házvezetőnő tanúsította, hogy Boros István járt a halála előtti időszakban Lédereréknél. Boros István egykori csendőr barátja pedig azt tudatta a nyomozókkal, hogy eltűnése előtt Boros egy szőke fiatalasszonynak csapta a szelet, akinek a férje csendőr főhadnagy volt, ráadásul ugyanabban az utcában lakott, mint Lédererék.
- Szintén tisztázatlan annak az osztrák férfinak a sorsa, akinek később mindössze a sétapálcáját sikerült megtalálni. A pár annyira jóban volt egy idősebb bécsi úrral, hogy még pozsonyi esküvőjükre is meghívták, ahol Lédererné bácsikájaként mutatták be a vendégeknek. A férfi nem sokkal ezután eltűnt, az ügyben vizsgálódó csehszlovák rendőrök mindössze a sétapálcáját találták meg, amelyet az 1925-ös nyomozás során el is juttattak Budapestre.
- A korabeli lapok szerint Léderernének már volt gyermeke, akinek a Léderer Gusztávval való megismerkedése után nyoma veszett.

## Léderer megjelenése a kultúrában
A Kodelka-gyilkosság fejleményeit a sajtó nagy érdeklődéssel kísérte, Krúdy Gyula is írt róla. Emlékét egy kuplé is segített ébren tartani: „Lédererné, mi van a kosárban? Kodelkának keze, feje, lába! …” 
A fehérterrorista harácsoló, majd köztörvényes cselekményeket is elkövető agresszív jobboldali katona alakja ideális volt azok számára, akik a Horthy-féle államot negatív színben akarták feltüntetni. Az államszocialista időszakban Léderer ismert és visszatérő alakja lett a népnevelő hangvételű cikkeknek, a „fehérterror” idejére emlékező írásoknak. Az 1966-ban megjelent, A század nevezetes bűnügyei című könyv egy egész fejezetet szentel a Léderer házaspár tevékenységének, a főhadnagy alakja pedig feltűnik Kálmán László egy 1968-as drámájában. 2009-ben Jankovics Éva dolgozta fel a Kodelka-gyilkosságot. Szintén a Kodelka-ügyön alapult Szász János 2018-as, A hentes, a kurva és a félszemű című mozifilmje.